# بخش حلب
بخش حلب یکی از بخش‌های شهرستان ایجرود در استان زنجان ایران است. بیشتر اهالی بخش حلب به   زبان ترکی آذربایجانی صحبت می‌کنند.و همچنین مردم روستا خوئین به زبان تاتی سخن می گویند.. زبان تاتی زبان کهن آذربایجان بوده است که ریشه هایش به زبان پهلوی می رسد.

## تقسیمات کشوری
- بخش حلب
  - دهستان ایجرود پائین

شهر: حلب

## جمعیت
بنابر سرشماری مرکز آمار ایران، جمعیت بخش حلب شهرستان ایجرود در سال ۱۳۸۵ برابر با ۶۷۱۹ نفر بوده است.